# Småvattnen (Hammerdals socken, Jämtland)
Småvattnen är en sjö i Strömsunds kommun i Jämtland och ingår i Indalsälvens huvudavrinningsområde. Sjön har en area på 0,218 kvadratkilometer och ligger 310,6 meter över havet. Sjön avvattnas av vattendraget Ruggan (Älggårdsån).

## Delavrinningsområde
Småvattnen ingår i det delavrinningsområde (706255-148711) som SMHI kallar för Utloppet av Småvattnen. Medelhöjden är 327 meter över havet och ytan är 26,8 kvadratkilometer. Det finns inga avrinningsområden uppströms utan avrinningsområdet är högsta punkten. Ruggan (Älggårdsån) som avvattnar avrinningsområdet har biflödesordning 4, vilket innebär att vattnet flödar genom totalt 4 vattendrag innan det når havet efter 221 kilometer. Avrinningsområdet består mestadels av skog (73 procent) och sankmarker (16 procent). Avrinningsområdet har 0,29 kvadratkilometer vattenytor vilket ger det en sjöprocent på 1,1 procent.